# Gloeosoma sibiricum
Gloeosoma sibiricum is een keversoort uit de familie molmkogeltjes (Corylophidae). De wetenschappelijke naam van de soort werd in 1891 gepubliceerd door Edmund Reitter.